# Javier Arbarello
Javier Alejandro Arbarello (n. Ballesteros, Córdoba, Argentina; 28 de abril de 1969) es un ex futbolista argentino, jugaba de delantero. Se caracterizaba por su velocidad.[cita requerida]
Entre los años 2003 y 2007, se postuló para concejal en el partido vecinal, y también como intendente.
En la actualidad, cuenta con esposa, e hijos mayores de edad entre esos, dos varones.
En la localidad en que vive (Ballesteros) tiene en honor una cancha en las últimas calles, llamado por su nombre, donde allí es técnico, y entrenador de los más chicos. Tiene su propia quiniela y almacén, a unas cuadras de la plaza.

## Clubes
| Club                         | País      | Año       | PJ | G  |
| ---------------------------- | --------- | --------- | -- | -- |
| Alumni de Villa María        | Argentina | 1991-1992 | ?  | ?  |
| Belgrano                     | Argentina | 1992-1994 | 60 | 12 |
| San Lorenzo                  | Argentina | 1995-1997 | 51 | 6  |
| Platense                     | Argentina | 1997-1998 | 18 | 2  |
| Juventud Unida Universitario | Argentina | 2001-2002 | ?  | ?  |

## Palmarés
| Título                        | Club        | País      | Año  |
| ----------------------------- | ----------- | --------- | ---- |
| Primera División de Argentina | San Lorenzo | Argentina | 1995 |